# 契皮瓦福爾斯鎮區 (明尼蘇達州波普縣)
契皮瓦福爾斯鎮區（英語：Chippewa Falls Township）是位於美國明尼蘇達州波普縣的一個行政鎮區。

## 地方資料
契皮瓦福爾斯鎮區的面積為91.60平方千米，當中陸地面積為88.64平方千米，而水域面積為2.96平方千米。根據2020年美國人口普查的數據，當地共有人口218人，而人口密度為每平方千米2.38人。